# Tabú

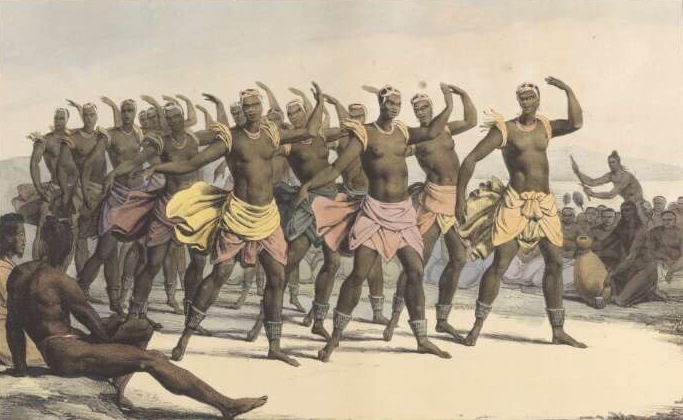
Jean Augustin Franquelin (seguint Louis Choris), Dansa de les dones a les illes Sandwich (1822).

Un tabú (del tongalès tabu, ‘prohibit’) és una prohibició simbòlica establerta per unes convencions socials determinades. Aquest concepte va ser introduït a Europa el 1777 pel capità James Cook, que havia documentat la paraula a l'illa de Tonga. Tot i tractar-se inicialment d'un tecnicisme pertanyent a l'etnologia, actualment el terme ha passat a emprar-se tant en el llenguatge popular com en sociologia, psiquiatria o història de les religions.

## El tabú polinesi
En origen, el tabú era la resposta social a una energia màgica (mana) que es creia que certs objectes, persones, aliments o situacions podien posseir o deixar de posseir. Es considerava que aquesta energia sagrada, sovint equiparada simbòlicament amb una descàrrega elèctrica, podia encomanar-se amb el contacte físic o simbòlic, i per això les persones portadores d'aquesta energia (tabuades) havien de passar per rituals, prohibicions o períodes d'isolació abans de reincorporar-se a la societat.
A la Polinèsia, els reis sagrats i els sacerdots no podien tocar els aliments amb les mans, i havien de ser alimentats per altres persones. Les mateixes restriccions s'aplicaven als homicides, enterramorts, dones en la primera menstruació i qualsevol persona que hagués tingut un contacte amb els morts. Tots ells passaven per rituals en què se’ls aïllava de la societat durant un temps establert per evitar el contagi.
Una altra manera de quedar afectat pel tabú entre els polinesis era tocar objectes sagrats. Quan això passava, l'afectat havia de passar per una cerimònia especial abans d'alimentar-se amb les seves pròpies mans –altrament, es creia que moriria afectat de malalties com l'escròfula-.

## Extrapolació a altres cultures
A mitjan segle xix, l'antropologia era encara una ciència incipient que, tanmateix, es va interessar ràpidament pel concepte de tabú i la seva presència a altres cultures a més de la polinèsia. L'obra de James George Frazer La branca daurada, una de les primeres compilacions sistemàtiques de creences i pràctiques màgiques d'arreu del món, equiparava el tabú polinesi amb d'altres documentats a tots els continents. Podem trobar exemples de creences tabú a la tradició judeocristiana, a l'Europa medieval, a la Xina o a l'antiguitat clàssica:
| «                                          | Si algun individu o col·lectiu no segueix les ordres dels druides, és vetat als sacrificis. Aquesta pena és la més greu pels gals. Als qui els són prohibits els sacrificis, els tenen per impius i criminals, i tothom n'evita la companyia i la conversa per no rebre cap mal pel contagi. | » |
| — Juli Cèsar, Guerra de les Gàl·lies, 6.13 | |   |

El mateix Frazer, en la seva compilació, deixa entreveure algunes hipòtesis que seran ampliades i discutides més àmpliament en un futur: per exemple, explicar la prohibició de menjar porc en les religions semítiques a partir del tabú; també explicar creences i pràctiques mèdiques a partir d'antics tabús; finalment, equiparar el tabú polinesi amb el concepte de miasma de l'antiga Grècia. Aquestes idees seran recuperades i elaborades in extenso per estudiosos com Marvin Harris, Mircea Eliade o Robert Parker.

## Anàlisi del concepte
Les diferents anàlisis del concepte han anat variant segons l'escola de pensament de cada autor. Així, el mateix Frazer afirma que l'home primitiu creu que el sagrat és perillós, i no vol ni tocar ni veure res que consideri ser especialment sant. Marcel Mauss, a l'intern de l'escola sociològica francesa -que veu el sagrat com una projecció del poder de la col·lectivitat-, defineix el tabú com a ritu negatiu, en contraposició als ritus positius com ara els sacrificis o la comunió. També afirma que la constricció i la prohibició són el signe distintiu de l'acció directa de la societat.
En una direcció semblant, Émile Durkheim lliga el tabú a prohibició i fixa la idea del tabú com a lligada al sagrat: així, els éssers sagrats són per definició éssers segregats i separats del grup. Qualsevol sistema de prohibicions té la seva base en la diferenciació i en l'antagonisme entre el sagrat i el profà, i això serveix per limitar el perill de contagi que comporta el sagrat. Aquesta idea serà recuperada a posteriori per Mircea Eliade en tractar els diferents espais per a la mentalitat religiosa:
| «                                     | Per a posar en evidència la no homogeneïtat de l'espai, tal com la viu l'home religiós, podem recórrer a un exemple trivial: una església en una ciutat moderna. Per a un creient aquella església pertany a un lloc diferent del del carrer on es troba. (...) El llindar que separa els dos espais indica al mateix temps la distància entre els dos modes de ser: profà i religiós. | » |
| — Mircea Eliade, El sagrat i el profà | |   |

D'altra banda, Sigmund Freud s'ocupà del concepte des d'un vessant psicoanalític. Freud relaciona directament el tabú amb un antic plaer, la repressió conscient del qual acabaria portant, en els casos extrems, a les neurosis:
| «                             | El tabú és una prohibició molt antiga, imposada des de l'exterior (per una autoritat) i dirigida contra els desitjos més intensos de l'home. La tendència a transgredir-lo persisteix en l'inconscient. | » |
| — Sigmund Freud, Tòtem i tabú | |   |

Finalment, altres estudiosos han intentat repensar les concepcions sobre el tabú per lligar-los als diversos contextos culturals. En aquest sentit, Bronislaw Malinowski, des d'una concepció funcionalista de la cultura, parla dels tabús dinàmics, que són aquells connectats amb particulars condicions de risc, com, per exemple, els vinculats a les accions per obtenir o produir els béns necessaris per a l'existència.